# Héctor Cingunegui
Héctor Carlos Cingunegui (ur. 28 lipca 1940, zm. 13 października 2016) – urugwajski piłkarz, obrońca lub pomocnik.
Jako piłkarz klubu Club Nacional de Football był w kadrze reprezentacji podczas turnieju Copa América 1967, gdzie Urugwaj zwyciężyła w mistrzostwach Ameryki Południowej. Cingunegui wystąpił w pięciu meczach turnieju. W latach 1963–1967 wystąpił w osiemnastu meczach reprezentacji. Z Nacionalem był mistrzem Urugwaju w 1966, z Atletico Mineiro został mistrzem Brazylii w 1971.